# Веролино, Дженнаро
Дженнаро Веролино  (итал. Gennaro Verolino; 3 ноября 1906, Неаполь, королевство Италия — 17 ноября 2005, Рим, Италия) — итальянский куриальный прелат и ватиканский дипломат. Титулярный архиепископ Коринфа с 5 сентября 1951 по 17 ноября 2005. Апостольский нунций в Гватемале и Сальвадоре с 6 сентября 1951 по 25 февраля 1957. Апостольский нунций в Коста-Рике с 25 февраля 1957 по 2 марта 1963. Секретарь Священной Конгрегации церемониала со 2 марта 1963 по 15 августа 1967. Официал государственного секретариата Ватикана с 15 августа 1967 по 16 апреля 1969. Председатель Папской Комиссии по Священной археологии с 16 апреля 1969 по 16 апреля 1986.
В 1944 году в Будапеште участвовал в спасении венгерских евреев от нацистского геноцида. 30 апреля 2007 года израильский Институт Катастрофы и героизма «Яд ва-Шем» присвоил Дженнаро Веролино почетное звание Праведник народов мира. В Будапеште его именем названа школа для детей из неблагополучных семей.